# İzmirspor
Izmirspor Kulübü est un club turc de football basé à Izmir.
Elle a été fondée en 1923 par les habitants du district d'Eşrefpaşa. İzmirspor est l'équipe qui a marqué le premier but de la Süper Lig. Et c'est la première équipe à gagner en Super League.

## Réalisations
- TFF 1. Lig: Champion (1967-1968)
- TFF 3. Lig: Champion (1979-1980, 1988-1989, 1997-1998)

## Parcours
- Championnat de Turquie : 1959-1967, 1968-1969
- Championnat de Turquie D2 : 1967-1968, 1969-1972, 1980-1988, 1989-1993, 1998-2004
- Championnat de Turquie D3 : 2004-2008
- Championnat de Turquie D4 : 1972-1980, 1988-1989, 1993-1998, 2008-2010
- Ligue amateur régionale turque: 2010-2016, 2018-2022
- Ligues super-amateurs: 2016-2018, 2022-

## Anciens joueurs
- Ahmet Yıldırım
- Güven Önüt
- Metin Oktay
- Semih Şentürk
- Yekta Kurtuluş
- Yiğit İncedemir